# Arbeitsschutzhalle der Danziger Werft
Die Arbeitsschutzhalle der Danziger Werft ist ein Gebäude auf dem Areal der ehemaligen Kaiserlichen Werft Danzig. Ihr polnischer Name lautet Sala BHP (Bezpieczeństwo i higiena pracy – Arbeits- und Gesundheitsschutz), wegen ihrer ursprünglichen Funktion ist sie auch als Torpedohalle der Danziger Werft bekannt. Sie beherbergt heute ein Kongresszentrum, Ausstellungsräume und ein Museum. Eigentümerin ist die polnische Gewerkschaft Solidarność. Vom Beginn der Kriegsschiffproduktion in der Werft bis zum Frühjahr 1945 diente das Gebäude als Lager für Torpedos.

## Geschichte des Bauwerks

### Mitte 19. Jahrhundert bis Frühjahr 1945
Zunächst wurde in der zweiten Hälfte des 19. Jahrhunderts ein erstes Gebäude aus Stein und Holz an dem Ort der heutigen Halle errichtet. Es besteht aus einem zweigeschossigen Verwaltungsteil und einem ebenerdigen Lagerbereich, in dem sich heute die historische Große Halle befindet. Die Gebäudeteile wurden nicht zeitgleich erstellt, die heutige Form erhielt das Gebäude im Jahr 1902.
In der Kaiserlichen Werft Danzig und ihrer Nachfolgerin Danziger Werft wurden vor allem Schiffe für den militärischen Bedarf Preußens und später des Dritten Reiches gebaut. Die Arbeitsschutzhalle diente von Anfang an als Lager für Torpedos und als Montagewerk für die Bewaffnung der Kriegsschiffe. Die historische Beschriftung Torpedohalle ist bis heute auf der Nordost-Fassade erhalten.

### Nach 1945
Nach dem Kriegsende 1945 diente die Werft und damit auch die Halle nicht mehr militärischen Zwecken.
Nach dem Brand der Maria Konopnicka am 13. Dezember 1961, bei dem 22 Arbeiter ums Leben kamen, wurde das Gebäude der Arbeitssicherheit und dem Gesundheitsschutz gewidmet und trug seitdem den Namen Sala BHP.
Von 1978 bis 1980 wurde der Verwaltungstrakt zum Betriebsmuseum der Danziger Werft umgebaut, das bis Mitte der 1990er Jahre bestand.
Geschichtlich bedeutsam wurde die Arbeitsschutzhalle im August 1980 als Gründungs- und Tagungsort des betriebsübergeifenden Streikkomitees (MKS – 'Międzyzakładowy Komitet Strajkowy') beim Streik der Danziger Werftarbeiter. In ihr fanden die Verhandlungen zwischen dem MKS und der Regierungskommission statt. Am 31. August 1980 wurde hier das Augustabkommen unterzeichnet, aus dem die unabhängige und selbstverwaltete Solidarność entstand.
Am 6. Dezember 1999 wurde die Arbeitsschutzhalle amtlich unter Denkmalschutz gestellt.
Seit 2004 ist die Gewerkschaft Solidarność Eigentümerin des Gebäudes, das ab 2005 grundsaniert wurde. Am 24. August 2010 wurde es in der heutigen Form eröffnet.